# Descolonización

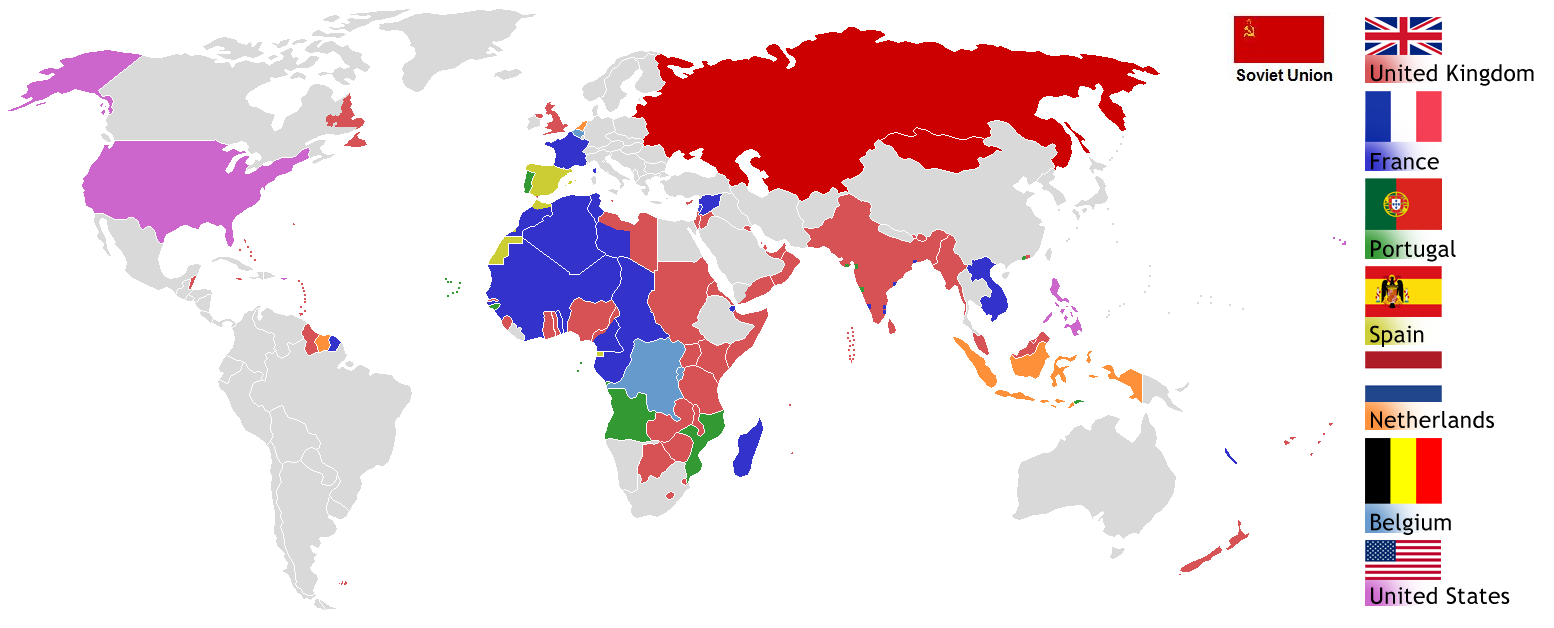
Colonialismo en 1945

La descolonización es el proceso de independencia política de una colonia o territorio en relación con la nación extranjera que lo domina en condición de dependencia política, social y económica. El término apareció después de finalizar la Segunda Guerra Mundial (1939-1945) para referirse al proceso social y político, impulsado por la Organización de las Naciones Unidas, de poner fin al colonialismo, mayoritariamente europeo, que dio lugar a la independencia nacional de numerosos territorios, principalmente en África y Asia.
Antes de la descolonización, y a través de su historia, Francia tuvo alrededor de 80 colonias siendo la segunda mayor cantidad de colonias en el mundo sólo detrás del Imperio británico con 120 colonias. Alrededor de 40 países obtuvieron su independencia del Imperio colonial francés a lo largo de su historia, la segunda mayor cantidad en el mundo solo detrás del Imperio Británico con 65 países independientes del Reino Unido .
Más recientemente, el término "descolonización" ha sido usado para referirse a una postura y una operación cultural, tendiente a revelar y revertir situaciones institucionales, culturales y epistemológicas afectadas por el eurocentrismo y otros mecanismos de subordinación y poder. Este significado está impulsado por las corrientes llamadas poscoloniales y decoloniales.

## Descolonización política clásica
La descolonización, en sentido político, se produce cuando un territorio abandona su condición colonial mediante la independencia plena, la integración dentro de una nación soberana o la decisión de establecerse como un estado libre asociado a otro estado soberano. El concepto histórico de descolonización se refiere al fenómeno incluido dentro del periodo conocido como la Guerra Fría, surgido tras el final de la Segunda Guerra Mundial, donde van desapareciendo los imperios coloniales que se habían formado en el siglo XIX y principios del XX. No obstante podemos hablar que el proceso de descolonización, entendido desde una visión clásica del concepto, ya había comenzado en el siglo XVIII afectando al territorio americano.
El proceso posterior tuvo un periodo de máxima actividad entre 1947 y 1970 que afectó casi en su totalidad a los territorios de Asia y África.

### Resolución 1514 de las Naciones Unidas
Este gran proceso de descolonización ha sido apoyado por las Naciones Unidas con su Resolución 1514 (XV) adoptada por la Asamblea General el 14 de diciembre de 1960: La Declaración de Garantías de Independencia para las Colonias y los Pueblos.
La resolución declara que la sujeción de los pueblos a dominio extranjero es una denegación de los derechos humanos fundamentales, es contraria a la carta de las Naciones Unidas y compromete la causa de la paz y la cooperación mundiales. Asimismo, la resolución especifica que todos los pueblos tienen derecho a la libre determinación, y que se deben tomar medidas para traspasar el poder a los pueblos colonizados, sin condiciones y sin represión de por medio.
Ochenta y nueve países votaron a favor, ninguno votó en contra, y se abstuvieron nueve países: Australia, Bélgica, Francia, Portugal, España, Sudáfrica, Reino Unido, Estados Unidos y la República Dominicana. De estas naciones, las ocho primeras se encontraban entre las potencias coloniales tradicionales o administraban algún territorio. Por su parte República Dominicana estaba bajo la dictadura capitalista de Leónidas Trujillo (1930-1961), país que (tras el asesinato de Trujillo) fue invadido por Estados Unidos (1965-1966) hasta asegurarse un gobierno dominicano proestadounidense.
En 2000, con la ocasión del 40.° aniversario de la Resolución 1514, la Asamblea General de la ONU. adoptó la resolución 55/146 que declaraba 2001-2010 la Segunda Década Internacional para la Erradicación del Colonialismo.

### El proceso de descolonización
La descolonización exige la liberación completa, de un territorio colonial, de la dependencia que le une a la metrópoli. Por tanto, esta liberación exige un largo proceso que puede incluir una o varias formas de independencia.
- Creación de un grupo o grupos sociopolíticos a favor de la independencia que pueden iniciar un conflicto bélico (referida como guerra de independencia para la colonia o guerras coloniales para la metrópoli), el cual previamente ha podido tener revueltas o disturbios en las principales ciudades. Destacan los casos de Argelia, Indochina francesa, las colonias portuguesas o Cuba en 1895.
- Disturbios menores con la consiguiente represión por parte de las fuerzas coloniales. A partir de aquí se intensifican las revueltas que lleven a negociaciones por la independencia. Una de las famosas son las acciones de la población local están caracterizadas por la no violencia, como ocurrió en India en 1946-47.
- Mezcla de insurrecciones menores (conflictos provocados por grupos muy focalizados) y negociaciones como en África Occidental Francesa o en el África Oriental Británica.
- Negociaciones para la concesión de la independencia que incluyen un periodo de adaptación que en algunos casos puede adelantarse por la presión interna o externa. Así, en el Congo Belga el gobierno de Bruselas propuso un plan de transición hasta los años 80, pero la presión interna llevó a conceder la independencia en 1960.
- Concesión de autogobierno que aumenta conforme pasa el tiempo hasta la independencia total. Es un modelo que desarrolló principalmente el Reino Unido en sus dominios.

### Resistencia a la descolonización
Más allá de la guerra y la represión policial por parte de la potencia colonial, la resistencia a la descolonización puede tener diversos motivos y actores.
- Minoría racial que se opone a la independencia por miedo a perder sus privilegios o sus propiedades. Caso de la minoría blanca que se hallaba en territorios británicos como Kenia o Zimbabue o hispano-franceses en la Argelia francesa.
- Ciertas minorías étnicas que se han beneficiado de la colonización y ahora, con la independencia, pueden verse desplazados o perseguidos por los nuevos poderes nacionales.
- La metrópoli se puede oponer a la independencia de sus colonias bajo premisas nacionalistas (imperio colonial), de prestigio, económicas o culturales. Puede iniciar un proceso de asimilación administrativa para frenar esta independencia. Caso de España cuando transformó en provincias sus colonias africanas.

Es destacable que los ejércitos y fuerzas policiales coloniales se nutrían de soldados nativos que eran empleados para atacar a esos grupos independentistas como ocurrió con los indígenas de América que engrosaron las huestes españolas en las guerras de independencia de Hispanoamérica, la policía indígena en el Congo Belga, los Askari africanos o los gurkha en el ejército británico.

### Etapas
Pese a existir un periodo de descolonización tradicional, los procesos de descolonización política se remontan a finales del siglo XVIII y principios del XIX, con la descolonización que se inició en América, empezando por la llamada Revolución estadounidense contra Gran Bretaña, que dio lugar a los actuales Estados Unidos de América (1776-1783), las Guerras de Independencia Hispanoamericanas (1808-1826), la independencia de Haití (1804) o la constitución del Imperio del Brasil (1822).
A partir del siglo XX, la descolonización se refiere, habitualmente, a los logros independentistas de varias colonias y protectorados europeos en Asia y África. Pese al esfuerzo que habían hecho las colonias a la victoria en la Gran Guerra (1914-1918), su situación colonial no se vio alterada, salvo casos excepcionales como las independencias vigiladas de Egipto o Irak, así el esfuerzo colectivo institucionalizado para que progresara esta causa a través de la Sociedad de Naciones se vio frenado por las potencias coloniales. Bajo el artículo 22 del Tratado de Versalles se crearon los mandatos para la gestión de las antiguas colonias alemanas y de los territorios otomanas de Oriente Próximo. El objetivo era su administración y en algunos casos la eventual independencia. Estos mandatos debían ser supervisados por la Comisión Permanente de Mandatos de la Sociedad de las Naciones y se dividieron en tres modelos:
- Tipo A, aquellas comunidades que habían alcanzado cierto grado de desarrollo que permitiría su viabilidad como países próximos a una independencia, siempre que contasen con los consejos y auxilios de un mandatario hasta que sean capaces de conducirse por sí mismas. Esto afectó a los territorios musulmanes del Imperio otomano como Siria (y Líbano), Mesopotamia, Palestina.
- Tipo B, aquellos territorios o colonias cuya independencia no podía ser resuelta debido a su bajo nivel de desarrollo y problemas sociales internos e internacionales, necesitando la administración de otro país. Corresponde a los territorios alemanes en África como Tanganica, Ruanda-Urundi, Togolandia o Camerún.
- Tipo, territorios o colonias que debido a su densidad poblacional o lejanía de centros civilizados o por su continuidad geografía o por otras circunstancias deben ser administradas como parte integrante de la metrópoli colonial. Corresponde a territorios alemanes de África y Oceanía como África del Sudoeste alemana, Nauru, Samoa alemana, Nueva Guinea alemana y las islas del Pacífico (Carolinas y Marianas).

Durante la Segunda Guerra Mundial, algunas las colonias africanas y asiáticas se convierten en campos de batalla y su esfuerzo a la victoria aliada fue muy importante. No obstante, al igual que durante la Primera Guerra Mundial, las colonias africanas mantuvieron su situación colonial pero en Asia, la expansión japonesa había alentado el nacionalismo asiático contra el dominio europeo, creando estados títeres en Filipinas o Indochina francesa. Esto sirvió de base para la resistencia posterior a los intentos de las potencias de recuperar sus antiguas colonias. De este periodo sólo los países musulmanes de Oriente Medio como Siria y Líbano obtuvieron la independencia.
Tras la Segunda Guerra Mundial se produce el auge de la descolonización. Este proceso dio lugar, además, a un movimiento intelectual denominado Poscolonialismo. En los años 40 inmediatamente acabada la guerra mundial, los movimientos nacionalistas se acrecentaron en las colonias asiáticas, actuando con métodos pacíficos (movimiento de no violencia de Mahatma Gandhi en India), violentos como la guerra de Indochina o la guerrilla nacionalista en las Indias Orientales Neerlandesas o una mezcla de ambos. También se dieron independencias pactadas como en Filipinas por parte de los Estados Unidos. A principios de los años 50 la mayoría de los estados asiáticos estaban libres del dominio europeo si exceptuamos algunos enclaves británicos como Malasia, Brunéi, Singapur y Hong Kong; el Timor portugués o Irian Jaya retenido por los neerlandeses tras la independencia de Indonesia hasta 1963.
En los años 50 y 60 se completó casi por completo la descolonización de África, de los restos coloniales que quedaban en Asia y Europa (Chipre y Malta). Oceanía fue descolonizada fue reducida. Este amplio proceso afectó a las posesiones francesas y británicas en su mayoría, pero también a Bélgica, España, Países Bajos, Dinamarca e Italia. Portugal, bajo el régimen autoritario creado por Salazar, se negó a conceder la independencia y mantuvo una guerra colonial en todas sus colonias hasta el año 1975, cuando el cambio de gobierno propició un acuerdo de independencia con las colonias.
La última fase corresponde al final de la Guerra Fría, desde los 70 hasta los 90, cuando se completaron las últimas independencias coloniales como las ya referidas colonias portuguesas (1974-1975), Somalia francesa (1977), se puso fin al dominio británico de los Emiratos Árabes Unidos (1971) y Brunéi (1984); los territorios de Oceanía (1968-1994); las islas del Caribe (1973-1983) o Surinam neerlandés (1975). Otro ejemplo fue la independencia de Timor Oriental de Portugal (1975) pero que fue rápidamente ocupada por Indonesia, que mantuvo el control hasta 2002 cuando el país logró la independencia tras una sangrienta crisis. Finalmente, en África destaca la independencia de Namibia (1990) después de una larga guerra de liberación contra Sudáfrica, quien había obtenido el mandato en 1919.
El proceso descolonizador se completó con la devolución a la República Popular China de los enclaves, en manos de Reino Unido y Portugal, que había sido adquiridos en el siglo XIX mediante tratados desiguales. Tras largas negociaciones se llegó a la entrega del Hong Kong británico (1997) y del Macao portugués (1999).
Como resultado final, podemos decir que pocas veces la descolonización es lograda por una sola ley histórica particular, sino que en general se desarrolla a través de una o más etapas de emancipación, cada una de las cuales puede ser otorgada o conseguida con lucha. Estas pueden incluir la introducción de representantes elegidos (solo en calidad de consejeros o que votan, minoría o mayoría, o incluso exclusivos) y distintos grados de autonomía o autogobierno. Así, la etapa final de descolonización puede ser poco más de entregar responsabilidades de relaciones externas y seguridad y solicitar el reconocimiento por el nuevo estado soberano. Pero, aun siguiendo el reconocimiento del estado, el grado de continuidad puede ser mantenido por tratados bilaterales entre gobiernos ahora formalmente iguales involucrando prácticas como entrenamiento militar conjunto, pactos de protección mutua, o aún la instalación de bases militares.

## Descolonización política en sentido amplio
Ampliando la noción un poco más, una 'descolonización interna' puede ocurrir dentro de un estado soberano. Así, en Estados Unidos durante la expansión hacia el Oeste se dio como resultado la creación de territorios, destinados a colonizar tierras conquistadas a lo largo de las fronteras de los estados ya existentes, y chocando con las tribus nativas en las llamadas Guerras Indias (1783-1924). Cuando su desarrollo se probó exitoso, estos territorios  (muchas veces con nuevas divisiones geográficas) pasaron a convertirse en estados de pleno derecho.
Aún en un estado que no coloniza en sentido legal sus partes, la iniquidad real a menudo causa que el componente políticamente dominante —muchas veces la parte más grande o más populosa— sea percibido, por lo menos subjetivamente, como un colonizador en todo menos en el nombre; así que la desintegración de tal estado podría considerarse una descolonización. En este ámbito tenemos los casos de los imperios o estados multiétnicos como el Imperio chino, sobre mongoles y tibetanos que obtuvieron la independencia a principios del siglo XX; el Imperio ruso sobre minorías eslavas (ucranianos, polacos o bielorrusos), finesas (Finlandia), turcomanos, kazajos, uzbekos... (Asia Central); o el Imperio austrohúngaro sobre una amplia gama de minorías como los húngaros (adquieren preponderancia a partir de 1867), croatas, eslovenos, musulmanes, rumanos, ucranianos, checos y eslovacos que lograron su independencia con la caída del imperio en 1918. También al finalizar la Primera Guerra Mundial se desintegró el Imperio otomano, principalmente su poder sobre los pueblos musulmanes de Arabia y Mesopotamia, ya que su poder sobre los Balcanes se había perdido entre 1878 y 1913.
| País         | Fin de la autoridad imperial rusa | Fin de la autoridad imperial rusa       | Unión Soviética       | Unión Soviética     | Unión Soviética          |
| País         | Fecha                             | Estado resultante                       | Reconquista soviética | República Soviética | Independencia de la URSS |
| ------------ | --------------------------------- | --------------------------------------- | --------------------- | ------------------- | ------------------------ |
| Armenia      | 1918                              | República Democrática de Armenia.       | Sí (1920)             | RSS de Armenia      | 21 de septiembre de 1991 |
| Azerbaiyán   | 1918                              | República Democrática de Azerbaiyán     | Sí (1920)             | RSS de Azerbaiyán   | 18 de octubre de 1991    |
| Bielorrusia  | 1918                              | República Popular Bielorrusa            | Sí (1919)             | RSS de Bielorrusia  | 25 de agosto de 1991     |
| Estonia      | 1920                              | República de Estonia                    | Sí (1940)             | RSS de Estonia      | 20 de agosto de 1991     |
| Finlandia    | 1917                              | Reino de Finlandia                      | No                    | -                   | -                        |
| Georgia      | 1918                              | República Democrática de Georgia        | Sí (1921)             | RSS de Georgia      | 9 de abril de 1991       |
| Letonia      | 1918                              | República de Letonia                    | Sí (1940)             | RSS de Letonia      | 4 de mayo de 1990        |
| Lituania     | 1918                              | República de Lituania                   | Sí (1940)             | RSS de Lituania     | 11 de marzo de 1990      |
| Polonia      | 1918                              | Regencia de Polonia                     | No                    | -                   | -                        |
| Ucrania      | 1918                              | República Popular Ucraniana             | Sí (1921)             | RSS de Ucrania      | 24 de agosto de 1991     |
| Ucrania      | 1918                              | República Popular de Ucrania Occidental | No                    | -                   | -                        |
| Kazajistán   | -                                 | -                                       | -                     | RSS de Kazajistán   | 16 de diciembre de 1991  |
| Kirguistán   | -                                 | -                                       | -                     | RSS de Kirguistán   | 31 de agosto de 1991     |
| Moldavia     | -                                 | -                                       | Sí (1940)             | RSS de Moldavia     | 27 de agosto de 1991     |
| Tayikistán   | -                                 | -                                       | -                     | RSS de Tayikistán   | 9 de septiembre de 1991  |
| Turkmenistán | -                                 | -                                       | -                     | RSS de Turkmenistán | 27 de octubre de 1991    |
| Uzbekistán   | -                                 | -                                       | -                     | RSS de Uzbekistán   | 31 de agosto de 1991     |

A finales del siglo XX, la federación que conformaba la antigua Yugoslavia se desintegró, tras un periodo de guerras civiles (1991-2001) dando lugar al surgimiento de estados como Eslovenia, Croacia, Bosnia y Herzegovina, Macedonia del Norte, Montenegro y Kosovo. Casos menores son la ruptura de la uniones personales de Suecia y Noruega (1905) o Dinamarca e Islandia (1944) o la separación de territorios como Bélgica y Luxemburgo de los Países Bajos en 1830 y 1867 respectivamente.
En el tercer caso tendríamos la conquista de los territorios pero que incluye su inmediata integración en el territorio nacional. Así, las tres repúblicas bálticas, Estonia, Letonia y Lituania argumentan que a ellas, en contraste con otras repúblicas ex-soviéticas, no se les podía otorgar independencia de la Unión Soviética porque nunca se integraron, sino que fueron ocupadas y anexadas militarmente por Stalin (1940), tras su independencia del Imperio ruso en 1918, y por lo tanto habían sido colonizadas ilegalmente, incluyendo deportaciones masivas de sus connacionales e inmigración no invitada de rusos étnicos y otras nacionalidades soviéticas.

## Historia de la descolonización política
En este apartado se desglosan, por continentes, los procesos de independencia desde finales del siglo XVIII hasta el siglo XXI con las últimas descolonizaciones. En esta lista figuran las colonias y protectorados de las potencias coloniales de Reino Unido, Francia, Portugal, España, Bélgica, Países Bajos, Japón y Estados Unidos.
| Estatus del territorio al momento de la independencia                                                            |
| --- |
| Colonias de gobierno directo Colonias asimiladas a la metrópoli Protectorados Mandatos Colonias con autogobierno |

| Estado actual            | Territorio colonial                                 | Fecha               | Colonizador                         | Eventos |
| ------------------------ | --------------------------------------------------- | ------------------- | ----------------------------------- | --- |
| África                   |                                                     |                     |                                     | |
| Liberia                  | American Colonization Society                       | 26 de jul. de 1847  | Estados Unidos                      | Los colonos declaran la república                                                                                  |
| Egipto                   | Eyalato de Egipto (vasallo)                         | 8 de jun. de 1867   | Imperio otomano                     | Jedivato de Egipto (estado vasallo).                                                                               |
| Egipto                   | Sultanato de Egipto                                 | 28 de feb. de 1922  | Reino Unido                         | Fin del protectorado británico (1882-1922)                                                                         |
| Sudáfrica                | Unión Sudafricana                                   | 11 de dic. de 1931  | Reino Unido                         | Concesión del Estatuto de Westminster de 1931 para la Unión Sudafricana                                            |
| Etiopía                  | África Oriental Italiana                            | 28 de nov. de 1941  | Italia                              | Ocupación británica hasta 1944                                                                                     |
| Libia                    | Libia italiana                                      | 10 de feb. de 1947  | Italia                              | Tratado de París (1947)                                                                                            |
| Libia                    | Administración británica Administración francesa    | 24 de dic. de 1951  | Reino Unido Francia                 | Unificación de los territorios de Cirenaica, Tripolitana y Fezán para formar el reino de Libia                     |
| Sudán                    | Sudán anglo-egipcio                                 | 1 de ene. de 1956   | Reino Unido Egipto                  | Derogación del condominio                                                                                          |
| Marruecos                | Protectorado francés de Marruecos                   | 2 de mar. de 1956   | Francia                             | Acuerdo franco-marroquí de independencia                                                                           |
| Túnez                    | Protectorado francés de Túnez                       | 20 de mar. de 1956  | Francia                             | Revocación del Tratado del Bardo y restauración del Reino de Túnez                                                 |
| Marruecos                | Protectorado español de Marruecos                   | 6 de abr. de 1956   | España                              | Negociaciones hispano-marroquíes de independencia                                                                  |
| Ghana                    | Costa de Oro británica                              | 6 de mar. de 1957   | Reino Unido                         | Ley del Parlamento británico para la independencia del Dominio de Ghana.                                           |
| Marruecos                | Cabo Juby                                           | 1 de abr. de 1958   | España                              | Acuerdo de Cintra, integración del territorio en Marruecos                                                         |
| Guinea                   | Guinea francesa                                     | 2 de oct. de 1958   | Francia                             | Rechazo en referéndum a integrarse en la Comunidad Francesa.                                                       |
| Senegal                  | Federación de Malí                                  | 4 de abr. de 1960   | Francia                             | Independencia del territorio autónomo de Federación de Malí como estado miembro de la Comunidad francesa.          |
| Mali                     | Federación de Malí                                  | 4 de abr. de 1960   | Francia                             | Independencia del territorio autónomo de Federación de Malí como estado miembro de la Comunidad francesa.          |
| Togo                     | Togolandia francesa                                 | 27 de abr. de 1960  | Francia                             | Concesión de la independencia                                                                                      |
| Togo                     | Togolandia británica                                | 13 de dic. de 1956  | Reino Unido                         | Agreado a Costa de Oro británica (Ghana).                                                                          |
| Madagascar               | República Malgache                                  | 26 de jun. de 1960  | Francia                             | Independencia del territorio autónomo de la República Malgache como estado miembro de la Comunidad francesa.       |
| Somalia                  | Somalia británica                                   | 26 de jun. de 1960  | Reino Unido                         | Fusión para crear Somalia.                                                                                         |
| Somalia                  | Fideicomiso de Somalia                              | 26 de jun. de 1960  | Italia                              | Fusión para crear Somalia.                                                                                         |
| Rep. Dem. del Congo      | Congo Belga                                         | 30 de jun. de 1960  | Bélgica                             | Crisis del Congo (Bélgica se retira de la zona).                                                                   |
| Benín                    | Dahomey francés                                     | 1 de ago. de 1960   | Francia                             | Independencia del territorio autónomo de Dahomey como estado miembro de la Comunidad francesa.                     |
| Níger                    | Colonia de Níger                                    | 3 de ago. de 1960   | Francia                             | Independencia del territorio autónomo de Níger como estado miembro de la Comunidad francesa.                       |
| Burkina Faso             | Alto Volta                                          | 5 de ago. de 1960   | Francia                             | Independencia del territorio autónomo de Alto Volta como estado miembro de la Comunidad francesa.                  |
| Costa de Marfil          | Costa de Marfil                                     | 7 de ago. de 1960   | Francia                             | Independencia del territorio autónomo de Costa de Marfil como estado miembro de la Comunidad francesa.             |
| Chad                     | Chad francés (Territorio de Chad)                   | 11 de ago. de 1960  | Francia                             | Independencia del territorio autónomo del Territorio del Chad como estado miembro de la Comunidad francesa.        |
| República Centroafricana | Ubangui-Chari                                       | 13 de ago. de 1960  | Francia                             | Independencia del territorio autónomo de la República Centroafricana como estado miembro de la Comunidad francesa. |
| República del Congo      | Congo francés                                       | 15 de ago. de 1960  | Francia                             | Independencia del territorio autónomo de Congo-Brazzaville como estado miembro de la Comunidad francesa.           |
| Gabón                    | Gabón                                               | 17 de ago. de 1960  | Francia                             | Independencia del territorio autónomo de Gabón como estado miembro de la Comunidad francesa.                       |
| Camerún                  | Camerún francés                                     | 1 de oct. de 1960   | Francia                             | Independencia del territorio autónomo de Camerún como estado miembro de la Comunidad francesa.                     |
| Nigeria                  | Colonia de Nigeria                                  | 1 de oct. de 1960   | Reino Unido                         | Ley del Parlamento británico para la independencia del Dominio de Nigeria.                                         |
| Mauritania               | Colonia de Mauritania                               | 28 de nov. de 1960  | Francia                             | Independencia del territorio autónomo de Mauritania como estado miembro de la Comunidad francesa.                  |
| Sierra Leona             | Colonia y Protectorado de Sierra Leona              | 27 de abr. de 1961  | Reino Unido                         | Ley del Parlamento británico para independencia del Dominio de Sierra Leona.                                       |
| Camerún Nigeria          | Camerún británico                                   | 1 de oct. de 1961   | Reino Unido                         | Parte sur integrada en Camerún. Parte norte integrada en Nigeria.                                                  |
| Tanzania                 | Tanganica                                           | 9 de dic. de 1961   | Reino Unido                         | Independencia de Taganica (monarquía) Unión con Zanzíbar para formar Tanzania.                                     |
| Ruanda                   | Fideicomisio de Ruanda-Urundi                       | 1 de jul. de 1962   | Bélgica                             | Referéndum para la creación de dos estados separados: Ruanda y Burundi.                                            |
| Burundi                  | Fideicomisio de Ruanda-Urundi                       | 1 de jul. de 1962   | Bélgica                             | Referéndum para la creación de dos estados separados: Ruanda y Burundi.                                            |
| Argelia                  | Argelia francesa                                    | 5 de jul. de 1962   | Francia                             | Acuerdos de Évian (fin de la guerra de Independencia de Argelia y referéndum).                                     |
| Uganda                   | Protectorado de Uganda                              | 9 de oct. de 1962   | Reino Unido                         | Ley del Parlamento británico para la independencia del Dominio de Uganda.                                          |
| Zanzíbar                 | Sultanato de Zanzíbar                               | 10 de dic. de 1963  | Reino Unido                         | Ley de Zanzíbar que puso fin al protectorado. Revolución de Zanzíbar.                                              |
| Kenia                    | Colonia y Protectorado de Kenia                     | 12 de dic. de 1963  | Reino Unido                         | Ley del Parlamento británico para la independencia del Dominio de Kenia.                                           |
| Malaui                   | Nyasalandia                                         | 6 de jul. de 1964   | Reino Unido                         | Ley del Parlamento británico para la independencia de Malaui (monarquía)                                           |
| Zambia                   | Rodesia del Norte                                   | 24 de oct. de 1964  | Reino Unido                         | Concesión de la independencia.                                                                                     |
| Gambia                   | Colonia y Protectorado de Gambia                    | 18 de feb. de 1965  | Reino Unido                         | Ley del Parlamento británico para la independencia de Gambia (monarquía)                                           |
| Botsuana                 | Bechuanalandia                                      | 30 de sept. de 1966 | Reino Unido                         | Concesión de la independencia.                                                                                     |
| Lesoto                   | Basutolandia                                        | 4 de oct. de 1966   | Reino Unido                         | Concesión de la independencia.                                                                                     |
| Mauricio                 | Mauricio británico                                  | 12 de mar. de 1968  | Reino Unido                         | Ley del Parlamento británico para la independencia de Mauricio (monarquía)                                         |
| Suazilandia              | Suazilandia                                         | 6 de sept. de 1968  | Reino Unido                         | Concesión de la independencia.                                                                                     |
| Guinea Ecuatorial        | Fernando Poo                                        | 12 de oct. de 1968  | España                              | Referéndum sobre la Constitución de Guinea Ecuatorial en 1968 previa independencia.                                |
| Guinea Ecuatorial        | Provincia de Río Muni                               | 12 de oct. de 1968  | España                              | Referéndum sobre la Constitución de Guinea Ecuatorial en 1968 previa independencia.                                |
| Sidi Ifni                | Provincia de Ifni                                   | 30 de jun. de 1969  | España                              | Tratado de Retrocesión para su integración en Marruecos.                                                           |
| Guinea-Bisáu             | Guinea portuguesa                                   | 24 de sept. de 1974 | Portugal                            | Acuerdos para poner fin a la Guerra colonial portuguesa y la concesión de la independencia.                        |
| Mozambique               | África Oriental Portuguesa                          | 25 de jun. de 1975  | Portugal                            | Acuerdos para poner fin a la Guerra colonial portuguesa y la concesión de la independencia.                        |
| Cabo Verde               | Cabo Verde                                          | 5 de jul. de 1975   | Portugal                            | Acuerdos para poner fin a la guerra colonial portuguesa y la concesión de la independencia.                        |
| Comoras                  | Estado de Comoras                                   | 6 de jul. de 1975   | Francia                             | Acuerdos del 15 de junio de 1973.                                                                                  |
| Santo Tomé y Príncipe    | Santo Tomé y Príncipe                               | 12 de jul. de 1975  | Portugal                            | Acuerdos para poner fin a la guerra colonial portuguesa y la concesión de la independencia.                        |
| Angola                   | África Occidental Portuguesa                        | 11 de nov. de 1975  | Portugal                            | Acuerdos para poner fin a la guerra colonial portuguesa y la concesión de la independencia.                        |
| Yibuti                   | Territorio Francés de los Afars y de los Issas      | 27 de jun. de 1977  | Francia                             | Referéndum de independencia (8 de mayo de 1977).                                                                   |
| Zimbabue                 | Rodesia del Sur                                     | 18 de abr. de 1980  | Reino Unido                         | Acuerdos de Lancaster House.                                                                                       |
| Namibia                  | África del Sudoeste                                 | 21 de mar. de 1990  | Sudáfrica                           | Guerra de la frontera de Sudáfrica.                                                                                |
| América                  |                                                     |                     |                                     | |
| Estados Unidos           | Trece Colonias                                      | 4 de jul. de 1776   | Reino Unido                         | Guerra de Independencia de Estados Unidos.                                                                         |
| Haití                    | Saint-Domingue                                      | 1 de ene. de 1804   | Francia                             | Revolución haitiana.                                                                                               |
| Paraguay                 | Intendencia del Paraguay                            | 15 de may. de 1811  | España                              | Independencia del Paraguay.                                                                                        |
| Venezuela                | Capitanía General de Venezuela                      | 5 de jul. de 1811   | España                              | Acta de Independencia de Venezuela.                                                                                |
| Argentina                | Virreinato de La Plata                              | 9 de jul. de 1816   | España                              | Declaración de independencia de la Argentina.                                                                      |
| Uruguay                  | Gobierno de Montevideo                              | 9 de jul. de 1816   | España                              | Declaración de independencia de la Argentina.                                                                      |
| Chile                    | Capitanía General de Chile                          | 12 de feb. de 1818  | España                              | Acta de Independencia de Chile.                                                                                    |
| Colombia                 | Virreinato de Nueva Granada                         | 15 de feb. de 1819  | España                              | Congreso de Angostura.                                                                                             |
| Guayaquil                | Real Audiencia de Quito                             | 9 de oct. de 1820   | España                              | Provincia Libre de Guayaquil.                                                                                      |
| Guatemala                | Capitanía General de Guatemala                      | 15 de sept. de 1821 | España                              | Acta de Independencia de América Central. Integración en México (1822).                                            |
| Honduras                 | Capitanía General de Guatemala                      | 15 de sept. de 1821 | España                              | Acta de Independencia de América Central. Integración en México (1822).                                            |
| El Salvador              | Capitanía General de Guatemala                      | 15 de sept. de 1821 | España                              | Acta de Independencia de América Central. Integración en México (1822).                                            |
| Nicaragua                | Capitanía General de Guatemala                      | 15 de sept. de 1821 | España                              | Acta de Independencia de América Central. Integración en México (1822).                                            |
| Costa Rica               | Capitanía General de Guatemala                      | 15 de sept. de 1821 | España                              | Acta de Independencia de América Central. Integración en México (1822).                                            |
| México                   | Virreinato de Nueva España                          | 28 de sept. de 1821 | España                              | Acta de Independencia del Imperio Mexicano.                                                                        |
| Panamá                   | Reino de Tierra Firme                               | 28 de nov. de 1821  | España                              | Independencia de Panamá. Integración en Colombia (1821).                                                           |
| República Dominicana     | Capitanía General de Santo Domingo                  | 1 de dic. de 1821   | España                              | Independencia efímera. Anexión por Haití (febrero de 1822).                                                        |
| Ecuador                  | Real Audiencia de Quito                             | 24 de may. de 1822  | España                              | Batalla de Pichincha.                                                                                              |
| Brasil                   | Reino del Brasil                                    | 7 de dic. de 1822   | Portugal                            | Independencia de Brasil.                                                                                           |
| Perú                     | Virreinato del Perú                                 | 9 de dic. de 1824   | España                              | Batalla de Ayacucho.                                                                                               |
| Bolivia                  | Real Audiencia de Charcas                           | 6 de ago. de 1825   | España                              | Declaración de Independencia de Bolivia.                                                                           |
| República Dominicana     | Santo Domingo                                       | 6 de nov. de 1844   | Haití                               | Independencia de la República Dominicana.                                                                          |
| República Dominicana     | Capitanía General de Sto. Domingo                   | 15 de jul. de 1865  | España                              | Guerra de la Restauración.                                                                                         |
| Cuba                     | Capitanía General de Cuba                           | 10 de dic. de 1898  | España                              | Guerra de Independencia cubana y posterior ocupación militar estadounidense.                                       |
| Cuba                     | Gobierno militar                                    | 20 de may. de 1902  | Estados Unidos                      | República de Cuba (1902-1959).                                                                                     |
| Canadá                   | Dominio de Canadá                                   | 11 de dic. de 1931  | Reino Unido                         | Concesión del Estatuto de Westminster de 1931.                                                                     |
| Terranova                | Dominio de Terranova                                | 11 de dic. de 1931  | Reino Unido                         | Concesión del Estatuto de Westminster de 1931. Renuncia a ello en 1934.                                            |
| Terranova                | Dominio de Terranova                                | 23 de mar. de 1949  | Reino Unido                         | Integración en Canadá.                                                                                             |
| Jamaica                  | Colonia de Jamaica                                  | 6 de ago. de 1962   | Reino Unido                         | Ley del Parlamento británico para la independencia de Jamaica (monarquía)                                          |
| Trinidad y Tobago        | Colonia de Trinidad y Tobago                        | 31 de ago. de 1962  | Reino Unido                         | Ley del Parlamanto británico para la independencia de Trinidad y Tobago (monarquía)                                |
| Guyana                   | Guayana británica                                   | 30 de nov. de 1966  | Reino Unido                         | Ley del Parlamento británico para la independencia del Dominio de Guyana.                                          |
| Barbados                 | Colonia de Barbados                                 | 30 de nov. de 1966  | Reino Unido                         | Ley del Parlamento británico para la independencia de Barbados (monarquía).                                        |
| Bahamas                  | Colonia de Bahamas                                  | 10 de jul. de 1973  | Reino Unido                         | Ley del Parlamento británico para la independencia de Bahamas (monarquía).                                         |
| Granada                  | Colonia de Granada                                  | 7 de feb. de 1974   | Reino Unido                         | Fin de la asociación con el Reino Unido como estado miembro de Estados Asociados de las Indias Occidentales.       |
| Surinam                  | Surinam                                             | 25 de nov. de 1975  | Países Bajos                        | Abandona el Reino de los Países Bajos.                                                                             |
| Dominica                 | Colonia de Dominica                                 | 3 de nov. de 1978   | Reino Unido                         | Fin de la asociación con el Reino Unido como estado miembro de Estados Asociados de las Indias Occidentales.       |
| Santa Lucía              | Colonia de Santa Lucía                              | 22 de feb. de 1979  | Reino Unido                         | Fin de la asociación con el Reino Unido como estado miembro de Estados Asociados de las Indias Occidentales.       |
| S. Vicente y las Gra.    | Colonia de San Vicente y las Granadinas             | 27 de oct. de 1979  | Reino Unido                         | Fin de la asociación con el Reino Unido como estado miembro de Estados Asociados de las Indias Occidentales.       |
| Belice                   | Honduras británica                                  | 21 de sept. de 1981 | Reino Unido                         | Concesión de la independencia.                                                                                     |
| Antigua y Barbuda        | Colonia de Antigua y Barbuda                        | 1 de nov. de 1981   | Reino Unido                         | Fin de la asociación con el Reino Unido como estado miembro de Estados Asociados de las Indias Occidentales.       |
| Canadá                   | Canadá                                              | 17 de abr. de 1982  | Reino Unido                         | Fin del predominio legislativo del Parlamento británico.                                                           |
| S. Cristóbal y Nieves    | Colonia de San Cristóbal y Nieves                   | 19 de sept. de 1983 | Reino Unido                         | Fin de la asociación con el Reino Unido como estado miembro de Estados Asociados de las Indias Occidentales.       |
| Asia                     |                                                     |                     |                                     | |
| Filipinas                | Capitanía General de Filipinas                      | 23 de ene. de 1898  | España                              | Primera República Filipina. Ocupación estadounidense posterior (1899).                                             |
| Afganistán               | Reino de Afganistán                                 | 8 de ago. de 1919   | Reino Unido                         | Final del protectorado británico.                                                                                  |
| Irak                     | Administración del Territorio Enemigo Ocupado       | 26 de abr. de 1920  | Francia                             | Reino de Irak. |
| Jordania                 | Administración del Territorio Enemigo Ocupado       | 26 de abr. de 1920  | Francia                             | Conversión en reino de Jordania.                                                                                   |
| Palestina                | Administración del Territorio Enemigo Ocupado       | 26 de abr. de 1920  | Francia                             | Mandato británico de Palestina.                                                                                    |
| Israel                   | Administración del Territorio Enemigo Ocupado       | 26 de abr. de 1920  | Francia                             | Mandato británico de Palestina.                                                                                    |
| Irak                     | Mandato británico de Mesopotamia                    | 3 de oct. de 1932   | Reino Unido                         | Reino de Irak. |
| Corea del Sur            | Ocupación japonesa de Corea                         | 2 de sept. de 1945  | Japón                               | Gobierno provisional de la República de Corea.                                                                     |
| Corea del Norte          | Ocupación japonesa de Corea                         | 2 de sept. de 1945  | Japón                               | Comité Popular Provisional para Corea del Norte.                                                                   |
| Líbano                   | Gran Líbano                                         | 24 de oct. de 1945  | Francia                             | Fin del mandato.                                                                                                   |
| Siria                    | Mandato francés de Siria                            | 24 de oct. de 1945  | Francia                             | Fin del mandato y constitución de la República de Siria.                                                           |
| República de China       | Dominio japonés de Taiwán                           | 25 de oct. de 1945  | Japón                               | Reintegrada a China.                                                                                               |
| República de China       | Guangzhouwan                                        | 20 de nov. de 1945  | Francia                             | Reintegrada a China.                                                                                               |
| Jordania                 | Emirato de Transjordania                            | 26 de may. de 1946  | Reino Unido                         | Conversión en reino de Jordania.                                                                                   |
| Filipinas                | Mancomunidad Filipina                               | 4 de jul. de 1946   | Estados Unidos                      | Concesión negociada de la independencia.                                                                           |
| Pakistán                 | Raj británico                                       | 14 de ago. de 1947  | Reino Unido                         | Establecimiento del Dominio de Pakistán.                                                                           |
| India                    | Raj británico                                       | 15 de ago. de 1947  | Reino Unido                         | Establecimiento de la Unión de la India.                                                                           |
| Birmania                 | Birmania británica                                  | 4 de ene. de 1948   | Reino Unido                         | Ley del Parlamento británico para la independencia de la Unión de Birmania (1948-1962).                            |
| Sri Lanka                | Ceilán británico                                    | 4 de feb. de 1948   | Reino Unido                         | Establecimiento del Dominio de Ceilán.                                                                             |
| Israel                   | Mandato británico de Palestina                      | 14 de may. de 1948  | Reino Unido                         | Declaración de independencia de Israel.                                                                            |
| Indonesia                | Indias Orientales Neerlandesas                      | 27 de dic. de 1949  | Países Bajos                        | Integrada en los Estados Unidos de Indonesia.                                                                      |
| Vietnam                  | Protectorados franceses de Tonkín y Annam           | 2 de sept. de 1945  | Francia                             | Conferencia de Ginebra y fin de la Guerra de Indochina.                                                            |
| Vietnam del Sur          | Cochinchina                                         | 2 de jul. de 1949   | Francia                             | Vietnam del Sur.                                                                                                   |
| Laos                     | Reino de Laos                                       | 22 de oct. de 1953  | Francia                             | Establecimiento del reino de Laos (Conferencia de Ginebra).                                                        |
| Camboya                  | Protectorado francés de Camboya                     | 9 de nov. de 1953   | Francia                             | Establecimiento del reino de Camboya (Conferencia de Ginebra).                                                     |
| Puducherry               | India francesa                                      | 1 de nov. de 1954   | Francia                             | Acuerdo franco-indio para su integrada en la República de la India                                                 |
| Malasia                  | Federación Malaya                                   | 31 de ago. de 1957  | Reino Unido                         | Concesión de la independencia.                                                                                     |
| Kuwait                   | Emirato de Kuwait                                   | 19 de jun. de 1961  | Reino Unido                         | Fin del protectorado británico (1899-1961).                                                                        |
| Goa, Damão y Diu         | India portuguesa                                    | 19 de dic. de 1961  | Portugal                            | Conquistada por la India.                                                                                          |
| Papúa Occidental         | Nueva Guinea Neerlandesa                            | 1 de oct. de 1963   | Países Bajos                        | Acuerdo de Nueva York para su integración en Indonesia.                                                            |
| Singapur                 | Colonia de Singapur                                 | 31 de ago. de 1963  | Reino Unido                         | Integración en la Federación Malaya.                                                                               |
| Maldivas                 | Sultanato de Maldivas                               | 26 de jul. de 1965  | Reino Unido                         | Acuerdo negociado para la independencia.                                                                           |
| Yemen del Sur            | Federación de Arabia del Sur                        | 30 de nov. de 1967  | Reino Unido                         | Fin del protectorado británico.                                                                                    |
| Baréin                   | Emirato de Baréin                                   | 15 de ago. de 1971  | Reino Unido                         | Fin del protectorado británico.                                                                                    |
| Catar                    | Emirato de Catar                                    | 3 de sept. de 1971  | Reino Unido                         | |
| Emiratos Árabes Unidos   | Estados de la Tregua                                | 1 de dic. de 1971   | Reino Unido                         | |
| Timor Oriental           | Timor portugués                                     | 28 de nov. de 1975  | Portugal                            | Fin de la guerra colonial y reconocimiento de la independencia. Posterior ocupación de Indonesia.                  |
| Brunéi                   | Sultanato de Brunéi                                 | 1 de ene. de 1984   | Reino Unido                         | Acuerdo negociado para la independencia.                                                                           |
| Hong Kong                | Hong Kong británico                                 | 1 de jul. de 1997   | Reino Unido                         | Reintegrada a la República Popular China como región administrativa especial                                       |
| Macao                    | Macao portugués                                     | 20 de dic. de 1999  | Portugal                            | Reintegrada a Macao                                                                                                |
| Europa                   |                                                     |                     |                                     | |
| Irlanda                  | Reino Unido de Gran Bretaña e Irlanda               | 6 de dic. de 1922   | Reino Unido                         | Estado Libre Irlandés (dominio británico).                                                                         |
| Irlanda                  | Estado Libre de Irlanda                             | 11 de dic. de 1931  | Reino Unido                         | Estatuto de Westminster de 1931.                                                                                   |
| Irlanda                  | Estado Libre de Irlanda                             | 29 de dic. de 1937  | Reino Unido                         | Constitución de Irlanda.                                                                                           |
| Chipre                   | Colonia de Chipre                                   | 1 de oct. de 1960   | Reino Unido                         | Concesión de la independencia.                                                                                     |
| Malta                    | Colonia de Malta                                    | 21 de sept. de 1964 | Reino Unido                         | Ley del Parlamento británico para la independencia de Bahamas como Estado de Malta.                                |
| Oceanía                  |                                                     |                     |                                     | |
| Australia                | Mancomunidad de Australia                           | 9 de oct. de 1942   | Reino Unido                         | Adopción del Estatuto de Westminster de 1931.                                                                      |
| Nueva Zelanda            | Dominio de Nueva Zelanda                            | 25 de nov. de 1947  | Reino Unido                         | Adopción del Estatuto de Westminster de 1931.                                                                      |
| Samoa                    | Fideicomiso de Samoa Occidental                     | 1 de ene. de 1962   | Nueva Zelanda                       | Fin del fideicomisio neozelandés                                                                                   |
| Nauru                    | Fideicomiso de Nauru                                | 31 de ene. de 1968  | Reino Unido Australia Nueva Zelanda | |
| Tonga                    | Reino de Tonga                                      | 4 de jun. de 1970   | Reino Unido                         | |
| Fiyi                     | Colonia de Fiyi                                     | 10 de oct. de 1970  | Reino Unido                         | |
| Papúa Nueva Guinea       | Territorio de Papúa y Nueva Guinea                  | 16 de sept. de 1975 | Australia                           | |
| Kiribati                 | Islas Gilbert y Ellice                              | 1 de ene. de 1976   | Reino Unido                         | |
| Islas Salomón            | Islas Salomón británicas                            | 7 de jul. de 1978   | Reino Unido                         | |
| Tuvalu                   | Islas Gilbert y Ellice                              | 1 de oct. de 1978   | Reino Unido                         | |
| Vanuatu                  | Condominio de Nuevas Hébridas                       | 30 de jul. de 1980  | Reino Unido Francia                 | Fin del condominio anglo-francés                                                                                   |
| Australia                | Australia                                           | 3 de mar. de 1986   | Reino Unido                         | Fin del predominio legislativo del parlamento británico.                                                           |
| Islas Marshall           | Territorio en Fideicomiso de las Islas del Pacífico | 21 de oct. de 1986  | Estados Unidos                      | Concesión de la independencia y firma del Tratado de Libre Asociación.                                             |
| Est. Fed. Micronesia     | Territorio en Fideicomiso de las Islas del Pacífico | 3 de nov. de 1986   | Estados Unidos                      | |
| Nueva Zelanda            | Nueva Zelanda                                       | 1 de ene. de 1987   | Reino Unido                         | Fin del predominio legislativo del parlamento británico.                                                           |
| Palaos                   | Territorio en Fideicomiso de las Islas del Pacífico | 1 de oct. de 1994   | Estados Unidos                      | Concesión de la independencia y firma del Tratado de Libre Asociación.                                             |

## Líderes anticolonialistas
La dirección de los grupos anticolonialistas recayó principalmente en líderes políticos o militares pero con diferentes características. En las independencias americanas de los siglos XVIII y XIX, los principales líderes eran descendientes de los primeros colonizadores y que tenían cierto estatus político y económico en la sociedad colonial. En las independencias posteriores de África y Asia, los líderes eran nativos indígenas, en algunos casos eran de extracción humilde, que se había educado en el sistema educativo colonial a nivel local e incluso en la metrópoli o quienes había servido en el ejército colonial.
Los líderes estaban sometidos a la persecución y la represión de las autoridades coloniales, y en algunos casos acabó con largas condenas de prisión, exilio, ejecuciones o asesinatos por parte de la potencia colonial o grupos afines. Aquí se muestra una lista con algunos de los líderes más destacados de los movimientos nacionalistas y anticolonialistas:
América
- Los Padres fundadores de los Estados Unidos (1776-1783) donde destacaron John Adams, Benjamin Franklin, Alexander Hamilton, John Jay, Thomas Jefferson, James Madison y George Washington.[8]
- Los próceres de la independencia hispanoamericana (1808-1826) como Miguel Hidalgo y Costilla, Josefa Ortiz de Domínguez o José María Morelos, Francisco de Miranda, Simón Bolívar, Antonio José de Sucre, José de San Martín, Manuel Belgrano, José Gervasio Artigas o Bernardo O'Higgins.
- Jean-Jacques Dessalines en Haití, declaró la independencia del país en 1804 pero fue asesinado en 1806 por sus seguidores que lo traicionaron.

Asia
- En el subcontinente indio destacaron los líderes como Gandhi (asesinado en 1948) y Nehru del lado hindú y Muhammad Ali Jinnah en el lado musulmán.
- En Filipinas encontramos al poeta José Rizal (ejecutado por las autoridades españolas en 1896) o los líderes de Katipunan como Andrés Bonifacio y Emilio Aguinaldo enfrentados tanto a España como a Estados Unidos.
- Birmania donde destacó U Nu, padre de la patria y primer ministro del país en varias ocasiones desde 1948 hasta su derrocamiento en 1962.
- En Indonesia, Sukarno como líder del movimiento nacionalista frente a los neerlandeses y presidente del país desde 1945 a 1967.
- En la Indochina francesa destacó Hồ Chí Minh en la creación y unificación del estado vietnamita entre 1945 y 1969.

África
- Omar Al-Mukhtar, líder libio contra la colonización italiana de Libia, fue capturado y ejecutado en 1931.
- Abd el-Krim, líder rifeño contra el protectorado hispano-francés en Marruecos. Fue presidente de la efímera República del Rif (1923-26) hasta su derrota y exilio.
- Haile Selassie, monarca etíope que encarnó la resistencia nacional contra la agresión italiana en 1935.
- Habib Bourguiba como líder de la independencia tunecina y presidente del país desde 1956 a 1987.
- El panafricanista Kwame Nkrumah, presidente de Ghana (1960-66) y fundador de la Organización para la Unidad Africana.
- Ahmed Sékou Touré, nacionalista guineano y presidente del país desde 1958 a 1984.
- El costamarfileño Félix Houphouët-Boigny,que gobernó el país de 1960 a 1993, y fundador del partido Reagrupamiento Democrático Africano que dirigió en sus versiones nacionales la descolonización del África Occidental Francesa.
- Ruben Um Nyobé, líder de la Unión de los Pueblos del Camerún (UPC), asesinado por el ejército francés el 13 de septiembre de 1958.
- Barthélemy Boganda, líder del movimiento nacionalista República Centroafricana, quien murió en un accidente de avión el 29 de marzo de 1959, ocho días antes de las últimas elecciones de las era colonial.
- Félix-Roland Moumié, sucesor de Ruben Um Nyobe a la cabeza de la Unión del Pueblo de Camerún, asesinado en Ginebra en 1960 por el SDECE (servicio secreto francés).[9]
- Patrice Lumumba, el primer primer ministro de la República Democrática del Congo, fue asesinado el 17 de enero de 1961.
- El nacionalista de Burundi Louis Rwagasore, fue asesinado el 13 de octubre de 1961, mientras Pierre Ngendandumwe, primer primer ministro Hutu de Burundi fue también asesinado el 15 de enero de 1965.
- Sylvanus Olympio, el primer Presidente de Togo, fue asesinado el 13 de enero de 1963.
- Mehdi Ben Barka, líder de la Unión Nacional de Fuerzas Populares (UNPF) de Marruecos y de la Conferencia Tricontinental, que se supone debía preparar en 1966 en La Habana su primera reunión de movimientos de liberación nacional de todos los continentes — relacionado con el Movimiento de Países No Alineados, pero la Conferencia Tricontinental reunió movimientos de liberación mientras los No Alineados estaban dirigidos a la mayor parte de los Estados — secuestrado y asesinado en París en 1965.
- El líder nigeriano Ahmadu Bello fue asesinado en enero de 1966.
- Eduardo Mondlane, líder del FRELIMO y padre de la independencia de Mozambique, fue asesinado en 1969 supuestamente por Aginter Press, el brazo portugués de la Operación Gladio, la organización paramilitar de la OTAN durante la Guerra Fría.[10]
- El panafricanista Tom Mboya fue asesinado el 5 de julio de 1969.
- Abeid Karume, primer presidente de Zanzíbar, fue asesinado en abril de 1972.
- Amílcar Cabral, líder caboverdiano de la independencia fue asesinado el 20 de enero de 1973.
- Outel Bono, oponente chadiano de François Tombalbaye, fue asesinado el 26 de agosto de 1973, mostrando otro ejemplo de la existencia de la Françafrique (neocolonialismo francés en África) creada para mantener estrechos lazos post-coloniales entre Francia y sus antiguas colonias.
- Herbert Chitepo, líder de la Unión Nacional Africana de Zimbabue (ZANU), fue asesinado el 18 de marzo de 1975.
- Dulcie September, líder del Congreso Nacional Africano (ANC), quien estaba investigando el tráfico de armas entre Francia y Sudáfrica, fue asesinado en París el 29 de marzo de 1988, unos pocos años antes del fin del apartheid.

Muchos de estos asesinatos siguen sin resolverse, como ejemplo, el asesinato de Mehdi Ben Barka sigue investigándose hoy en día y tanto Francia como Estados Unidos se niegan a desclasificar documentos en su poder. Es incuestionable que detrás de algunos de ellos se encontraban potencias extranjeras en el marco de la Guerra Fría, si bien otros fueron perpetrados por motivos internos.

## Relaciones metrópoli y las excolonias: Neocolonialismo

Cuatro organizaciones internacionales cuyos miembros coinciden prácticamente con los antiguos imperios coloniales

Completado el proceso de descolonización de un territorio colonial, la relación con su antigua potencia colonizadora, en teoría, se enmarca en relaciones internacionales en plena igualdad. No obstante, el peso de la metrópoli es importante:
- Suele generarse una balanza comercial negativa para la antigua colonia al ser principalmente países productores de materias primas e importadores de tecnología extranjera.
- Los recursos naturales están en manos de empresas extranjeras en especial las que están relacionadas con los minerales (uranio, cobalto, coltán, diamantes...) o plantaciones (café, cacao, caucho, aceite de palma...).
- Dependencia económica (préstamos, deuda externa, inversiones en tecnología) con las antiguas potencias coloniales.
- Dependencia de la cooperación al desarrollo ante la falta de medios para hacer frente a desastres naturales o sanitarias.
- Presencia de tropas extranjeras (normalmente de la antigua metrópoli) para hacer frente a la inestabilidad interna (fuerzas francesas en el Sahel), puntos geoestratégicos (tropas rusas en antiguas repúblicas soviéticas) o como fuerzas mediadoras frente a conflictos internacionales (en el caso del conflicto civil en la República Centroafricana).
- Intervencionismo de las antiguas metrópolis en la política interna de las excolonias, conflictos internos y externos o en el suministro de material bélico.

Esta tendencia se ha venido a denominar neocolonialismo, un término surgido a partir de la Guerra Fría, cuando los países estaban divididos en dos bloques antagónicos, el bloque capitalista liderado por Estados Unidos, y el comunista o socialista liderado por la Unión Soviética. Estos dos estados no habían participado en el reparto colonial (Estados Unidos se limitó a Filipinas, Puerto Rico e islas del Pacífico) y fomentaban la descolonización con el objetivo de debilitar los antiguos imperios coloniales y obtener nuevas áreas de influencia a través de gobierno afines o grupos de oposición.
Con el final de la Guerra Fría el neocolonialismo superó su faceta política y se amplió al campo económico con las inversiones, préstamos o venta de tecnología a los países africanos y asiáticos por parte de Francia, Reino Unido o Estados Unidos (actualmente ha ganado peso China); el control, a través de empresas, de los recursos naturales y la presencia militar en países africanos o asiáticos como es el caso de Francia en el África occidental o Estados Unidos en el Extremo Oriente.
En el aspecto cultural, gracias a tener una cultura y una historia común, las antiguas potencias coloniales crearon instituciones que indirectamente las ligaban a sus antiguas colonias. Unirse es voluntario y en algunos casos puede revocarse la pertenencia si alguno de los Estados miembros deja de cumplir algún criterio objetivo, generalmente un requisito de gobierno democrático. Estas organizaciones sirven a propósitos culturales, económicos y políticos entre los países asociados, aunque algunas de estas organizaciones se han convertido en políticamente prominentes y en entidades de pleno derecho.
| Antigua Potencia Colonial  | Organización                                 | Fecha     | Tipo                           | Países Miembros | Excolonias |
| -------------------------- | -------------------------------------------- | --------- | ------------------------------ | --------------- | ---------- |
| Reino Unido                | Mancomunidad Británica de Naciones           | 1931      | Político, cultural y económico | 54              | 50         |
| Francia                    | Unión Francesa                               | 1946-1958 | Político                       | 31              | 22         |
| Francia                    | Comunidad Francesa                           | 1958-1995 | Político                       | 24              | 15         |
| Francia                    | Organización Internacional de la Francofonía | 1970      | Cultural                       | 54              | 24         |
| Francia, España y Portugal | Unión Latina                                 | 1954-2012 | Cultural                       | 36              | 27         |
| España y Portugal          | Organización de Estados Iberoamericanos      | 1949      | Cooperación                    | 23              | 20         |
| España y Portugal          | Cumbre Iberoamericana                        | 1991      | Político, cultural y económico | 22              | 19         |
| Portugal                   | Comunidad de Países de Lengua Portuguesa     | 1996      | Cultural                       | 9               | 7          |
| Rusia                      | Comunidad de Estados Independientes          | 1991      | Política, económica y militar  | 9               | 8          |
| Rusia                      | Unión Económica Euroasiática                 | 2015      | Económica                      | 5               | 4          |
| Estados Unidos             | Estado libre asociado                        | 1952      | Política, económica y militar  | 2               | 2          |
| Estados Unidos             | Tratado de Libre Asociación                  | 1986      | Política, económica y militar  | 4               | 3          |
| Países Bajos               | Unión Países Bajos-Indonesia                 | 1949-1956 | Política                       | 2               | 1          |
| Países Bajos               | Unión de la Lengua Neerlandesa               | 1980      | Cultural                       | 3               | 1          |

## Efectos de la descolonización
Hay bastante controversia acerca de la descolonización. El objetivo final de la misma se interpreta, generalmente, como algo positivo, pero se han dado muchos debates acerca de cual es la mejor manera de conceder una independencia completa.

#### Efectos políticos
Algunos opinan que el movimiento descolonizador posterior a la Segunda Guerra Mundial fue demasiado rápido, especialmente en África, y dio como resultado la creación de regímenes inestables en los nuevos países independientes. Otros argumentan que esta inestabilidad es, de lejos, el resultado de problemas derivados de la época colonial, incluyendo las fronteras arbitrarias de los nuevos países, la falta de formación de las poblaciones locales y una economía desequilibrada.

#### Efectos económicos
John Kenneth Galbraith sostiene que la descolonización posterior a la Segunda Guerra Mundial se llevó a cabo por razones económicas. En A Journey Through Economic Time, escribe: «El motor de la economía del bienestar se encontraba ahora en los países avanzados e industrializados. El crecimiento de la economía doméstica —como ahora la medimos, de un modo discutible— pasó a percibirse como mucho más importante que el comercio mundial con las colonias... El efecto económico en los Estados Unidos de conceder la independencia a Filipinas no se notó en absoluto. La independencia de India y Pakistán tuvo efectos mínimos en la economía del Reino Unido. Economistas holandeses calcularon que el efecto económico de la pérdida del gran imperio holandés en Indonesia fue compensado en un par de años de crecimiento interno después de la guerra. El final de la era colonial se celebra en los libros de historia como el triunfo de las aspiraciones nacionales en las antiguas colonias y un benigno buen sentido por parte de las potencias coloniales. Oculto debajo de todo eso, como suele suceder, existía una fuerte confluencia de intereses económicos — o, en este caso, desintereses».
Parte de la razón de la falta del impacto económico notado en los países colonizadores tras desprenderse de las colonias fue que los costes y los beneficios no fueron eliminados, sino cambiados. El colonizador ya no tuvo la carga de la obligación, financiera o cualquiera otra, con sus colonias. El colonizador continuaba teniendo acceso a bienes y servicios baratos de sus antiguas colonias. La presión financiera, política y militar podía ser usada para obtener objetivos deseados por el colonizador. La diferencia más obvia es la habilidad del colonizador de desligarse de responsabilidades para con el colonizado.

#### Efectos sociales
La descolonización no es un asunto sencillo en las colonias donde reside un número elevado de colonos, especialmente si han residido durante varias generaciones. Esta población, generalmente, tuvo que ser repatriada, muchas veces perdiendo sus propiedades. Por ejemplo, la descolonización de Argelia por parte de Francia fue especialmente complicada debido a la presencia de gran número de habitantes de origen europeo y judío (véase Pieds-Noirs), los cuales fueron evacuados a Francia cuando Argelia alcanzó su independencia. En Zimbabue, la antigua Rodesia del Sur, el presidente Robert Mugabe se marcó como objetivos a los granjeros blancos, arrebatandoles sus posesiones por la fuerza a partir de la década de 1990[cita requerida].

#### Descolonización cultural o decolonización
Más recientemente, el término "descolonización" o "decolonización" ha sido usado para referirse a una postura y una operación cultural, tendiente a revelar y revertir situaciones institucionales, culturales y epistemológicas afectadas por el eurocentrismo y otros mecanismos de subordinación y poder. Este significado está impulsado por las corrientes llamadas poscoloniales y decoloniales.
Entre los principales autores de estas corrientes se destacan Edward Said, Aníbal Quijano, Walter Mignolo, Boaventura de Sousa Santos, Enrique Dussel, Ramón Grosfoguel, entre otros. Varios movimientos sociales, feministas, de derechos humanos, antirracistas y sindicales, sobre todo en América Latina, adhieren a estas visiones decoloniales.

## La descolonización en el futuro
Actualmente existen territorios que dependen de una potencia colonizadora, pero en todos los casos se tratan de territorios que por propia voluntad, expresada a través de referéndum, mantienen esa dependencia aunque con cambios sustanciales respecto a las viejas colonias.

### Conflicto del Sáhara Occidental

Incremento de la ocupación marroquí desde 1982

La antigua colonia española se ha visto envuelta en una importante disputa internacional desde 1975. En los años 70, España, pese a las presiones de la ONU, mantenía el control colonial sobre el Sáhara español; pero ya había surgido un movimiento armado que tenía como objetivo la independencia de la colonia, el Frente Polisario. La autonomía (1974) y la posibilidad de un referéndum de autodeterminación (1975), chocaban con los deseos de Marruecos y Mauritania de hacerse con el territorio.
La presión de Marruecos se tradujo con el 6 de noviembre de 1975 Marcha Verde (organizada por el rey Hassan II de Marruecos el 6) traspasó la frontera internacionalmente reconocida del Sahara Español sin llegar hasta las posiciones de los militares españoles. Marruecos contaba con el apoyo de Francia, Mauritania,Argelia y Estados Unidos  frente a la crisis interna que atravesaba España con el final del franquismo (el dictador Franco murió el 20 de noviembre de ese año) y el aislamiento diplomático para hallar apoyo en Europa.
Finalmente, España abandonó su responsabilidad sobre el Sáhara con el Acuerdo Tripartito de Madrid (14 de noviembre de 1975) dejando el territorio repartido entre Marruecos y Mauritania. No obstante, la situación cambió en la región cambió a partir de 1976:
- Los nacionalistas saharauis declararon la República Árabe Saharaui Democrática, estado con reconocimiento limitado.
- Argelia, antiguo aliado de Marruecos, reconoció a la RASD en 1976 rompiendo relaciones con Marruecos. El gobierno de Argel acogió refugiados en su territorio (Campos de refugiados de la provincia de Tinduf) y suministro armas al Frente Polisario.[14]
- Mauritania abandonó el territorio por los ataques del Frente Polisario en 1979, siendo su parte asignada ocupada por Marruecos.

Actualmente el Estatus político del Sahara Occidental es discutido. La ONU sigue considerando a la potencia administradora de iure a España, pese a que esta renunció a su administración en 1976. Por su parte Marruecos ha potenciado la emigración marroquí a la zona, con vistas a un posible referéndum sobre el estatus del territorio; en el plano militar se ha construido un muro fortificado de 2000 km para defender el territorio que administra.

### Territorios asimilados a la metrópoli
- Territorios británicos de Ultramar: catorce territorios que mantiene al monarca británico como jefe del estado, representado a través de un gobernador general. Los territorios no están representados en el parlamento británico y el gobierno de Londres se encarga de los asuntos económicos, de defensa y política exterior. Por su parte, los territorios tienen autonomía interna, gobierno y legislatura propia.
- Territorios franceses de Ultramar: once territorios divididos en colectividades y departamentos de ultramar, ambos tienen representación en el Parlamento francés, la representación exterior, la defensa y los asuntos económicos dependen de Francia. A nivel interno los departamentos y colectividades tienen distintos niveles de competencias, así mientras los departamentos eligen a su presidente y legislativos, las colectividades tienen un representante del gobierno francés. Tanto la Polinesia francesa como Nueva Caledonia tienen un estatus especial.
- Los Territorios daneses (Groenlandia y las Islas Feroe) gozan de autonomía interna (poder ejecutivo y legislativo) mientras que la defensa y la política exterior dependen del gobierno danés, representando por un Alto Comisionado.
- El Reino de los Países Bajos introdujo una reforma institucional en 2010, quedando constituido por cuatro naciones constitutivas (cada una con su propia constitución, presidente y legislatura) y autonomía interna y monetaria, aunque la defensa, las relaciones internacionales y los temas de justicia dependen del gobierno de los Países Bajos. Finalmente se constituyeron los municipios especiales que quedaron incluidos en los Países Bajos.
- Estados Libres asociados de Puerto Rico y las Islas Marianas del Norte tienen autonomía interna pero la defensa y las relaciones internacionales dependen de los Estados Unidos. Por su parte los estados libres asociados de las Islas Cook, Niue y Tokelau constituyen estados soberanos pero dependientes de la defensa y las relaciones exteriores (en algunos casos) de Nueva Zelanda.
- Los territorios no incorporados estadounidenses (Samoa americana y Guam) tienen autonomía interna (gobernador y legislativo) y envían un representante a la Cámara de Representantes pero sin derecho a voto.

En 1961 se creó el Comité Especial de Descolonización o Comité Especial de los 24 de la Organización de las Naciones Unidas, encargado de monitorear e impulsar el proceso de descolonización de los territorios no autónomos bajo administración de potencias coloniales, con el propósito de poner fin al colonialismo. Actualmente están incluidos 17 (10 británicos, 3 estadounidenses, 2 franceses, 1 neozelandés y 1 español)